# Kubańska odmiana języka hiszpańskiego
Kubańska odmiana języka hiszpańskiego – dialekt języka hiszpańskiego, używany głównie na Kubie oraz przez emigrantów kubańskich zwłaszcza w USA. Stanowi odmianę szerszego dialektu karaibskiego. Historycznie wywodzi się z gwar Andaluzji i Wysp Kanaryjskich.

## Fonetyka
- Podobnie jak w innych wariantach amerykańskich, w dialekcie kubańskim występuje tzw. seseo, czyli zlanie się spółgłosek międzyzębowych i zazębowych. Na przykład słowa casa (dom) i caza (polowanie) wymawia się identycznie.
- „S” występujące przed samogłoską i w wygłosie ulega zanikowi lub wymawiane jest jako przydech.
- Charakterystyczna cechą jest częsta wymiana „l” i „r”; alma↔arma.

## Słownictwo
UWAGA: W poniższej tabelce można kliknąć symbol przy nazwie odmiany, by zmienić kolejność haseł.
| Odmiana kubańska | Standardowy język hiszpański | Uwagi                                                                |
| ---------------- | ---------------------------- | -------------------------------------------------------------------- |
| Que bolá?        | Como estás?                  | Jak się masz?                                                        |
| Guagua           | Autobús                      | Z dialektu kanaryjskiego (onomatopeja związana z dźwiękiem klaksonu) |
| Jinetera         | Prostituta                   | Prostytutka                                                          |
| Camello          | -                            | „Wielbłąd” - autobus o charakterystycznym kształcie, typowy dla Kuby |